# Champigny-sous-Varennes
Champigny-sous-Varennes è un comune francese di 127 abitanti situato nel dipartimento dell'Alta Marna, nella regione del Grand Est.
Nel 1972 si fuse con Chézeaux e Varennes-sur-Amance per formare il nuovo comune di Terre-Natale. Nel 1986 è tornato indipendente.

## Società

### Evoluzione demografica
Abitanti censiti